# Міссо (волость)
Міссо (ест. Misso vald) — волость в Естонії, у складі повіту Вирумаа.

## Положення
Площа волості — 189,9 км², чисельність населення на 1 січня 2008 року становила 810 осіб.
Адміністративний центр волості — селище Міссо. До складу волості входять ще 54 села: Hindsa, Hino, Horosuu, Häärmäni, Hürsi, Kaubi, Kimalasõ, Kiviora, Koorla, Korgõssaarõ, Kossa, Kriiva, Kundsa, Kurõ, Käbli, Kärinä, Laisi, Leimani, Lütä, Mauri, Missokülä, Mokra, Muraski, Määsi, Möldre, Napi, Parmu, Pedejä, Pruntova, Pulli, Pupli, Põnni, Põrstõ, Pältre, Rammuka, Rebäse, Ritsiko, Saagri, Saagrimäe, Saika, Sakudi, Sandi, Sapi, Savimäe, Savioja, Siksälä, Suurõsuu, Tiastõ, Tiilige, Tika, Toodsi, Tserebi, Tsiistre тa Väiko-Tiilige.
На території волості розташовано багато озер.

## Відомі особистості
В поселенні народився:
- Еріх Кукк (1928-2017) — естонський альголог та консерваціоніст.